# 73 Dywizja Piechoty (III Rzesza)
73 Dywizja Piechoty (niem. 730. Infanterie-Division) – jedna z niemieckich dywizji piechoty z czasów II wojny światowej, uczestniczyła w agresji na Polskę i Francję oraz w ataku na Związek Radziecki.

## Formowanie i walki
Dywizję utworzono w sierpniu 1939 w 2 fali mobilizacyjnej na bazie pododdziałów wydzielonych z 17 Dywizji Piechoty i Dowództwa Artylerii XVII w Norymberdze (Artillerie-Kommandeur 17). W czasie agresji na Polskę, znajdowała się w składzie Grupy Armii Północ. Szeregowy żołnierz 73 DP po zakończeniu działaniach bojowych napisał W Polsce już zdecydowanie po wszystkim. Kampania przebiegła w tempie do tego stopnia zapierającym dech w piersiach, że trudno w ogóle uwierzyć, że to było możliwe.
Następnie 73 DP uczestniczyła w agresji na Francję, Jugosławię, Grecję i ZSRR. Poważne straty dywizja poniosła w ZSRR, gdzie walczyła w górach Kaukaz i na Krymie. W czasie walk na wschód od Warszawy dowodzący 73 DP gen. por. Friedrich Franek wraz ze sztabem 1 sierpnia 1944 roku został wzięty do radzieckiej niewoli. Następnie 73 DP została wycofana na Węgry celem uzupełnienia stanów osobowych i ponownie skierowana do walki we wrześniu 1944. Przed spodziewaną ofensywą Armii Czerwonej, w styczniu 1945 zajmowała pozycję nad Wisłą w rejonie Jabłonny. Podlegała w tym czasie XXXXVI Korpusowi Pancernemu a jej przeciwnikiem były wojska 1 Armii Wojska Polskiego.
Bardzo duże straty 73 Dywizja Piechoty poniosła 30 stycznia 1945 pod Toruniem. Kolejnych dużych strat doznała pod Gdańskiem w czasie walk przeciw Armii Czerwonej. Niedobitki zaokrętowano na transportowiec MS Goya, który po wyjściu z portu został zatopiony 17 kwietnia przez lotnictwo i marynarkę Związku Radzieckiego.

## Dowódcy dywizji
- gen. artylerii Friedrich von Rabenau[6], 26 sierpnia 1939.
- gen. piechoty Bruno Bieler, 29 września 1939.
- gen. piechoty Rudolf von Bünau, 1 listopada 1941.
- gen. mjr Johannes Nedtwig, 1 lutego  1943.
- gen. por. Friedrich Franek, 26 czerwca 1944.
- gen. mjr Kurt Haehling, 30 lipca 1944.
- gen. mjr Franz Schlieper, 7 września 1944.

## Struktura organizacyjna
1939
- 170 pułk piechoty,
- 186 pułk piechoty,
- 213 pułk piechoty,
- 173 pułk artylerii,
- 173 batalion rozpoznawczy (później cyklistów),
- 173 batalion inżynieryjny,
- 173 batalion łączności,
- 173 dywizyjny oddział zaopatrzeniowe.